# Issakkajärvi (sjö i Rautavaara, Norra Savolax)
Issakkajärvi är en sjö i kommunen Rautavaara i landskapet Norra Savolax i Finland. Den är 6,2 meter djup. Arean är 42 hektar och strandlinjen är 7,74 kilometer lång. Sjön  ingår i Vuoksens huvudavrinningsområde.   Den ligger omkring 78 kilometer norr om Kuopio och omkring 410 kilometer norr om Helsingfors. 